# Pep Pascual i Vilapua
Pep Pascual i Vilapua (La Palma de Cervelló, 13 de gener de 1960) és un músic, compositor i inventor d'instruments català, conegut per les seves col·laboracions amb diverses companyies, on crea les bandes sonores dels espectacles, i actuant en directe en alguns d'ells. Ha tocat i col·laborat amb diferents formacions musicals com, per exemple, la Vella Dixieland, Tandoori le Noir, Pascal Comelade o Troba Kung-Fú, entre moltes altres.

## Discografia
Tandoori Le Noir
- 2003 “Tandoori Le Noir”, (K-Industria)

Col·laboracions discogràfiques destacades
- 2014 “Tothom ho sap”, Gerard Quintana amb Xarim Aresté[6] (Promo Arts Músic)